# Mamry
Mamry er en sø på det massuriske søplateau i  Województwo warmińsko-mazurskie i Polen. Det er landets næst største sø med et areal på 104 km². Den maksimale dybde er 44 m, den gennemsnitlige – 11 m. Mamry består af seks søer som er forbundet med hinanden: Mamry, Kirsajty, Kisajno, Dargin, Święcajty og Dobskie. Der findes 33 øer med et areal på 213 ha på søen, og nogle af dem er udpeget til et ornitologisk reservat. Søen er et populært turistmål.